# Exportrisikogarantie
Die Exportrisikogarantie (ERG) ist ein Instrument der staatlichen Exportförderung: Bei komplexen Geschäften wie dem Ilisu-Staudamm geht es um Kreditfristen von 10 oder mehr Jahren. In Ländern wie der Türkei besteht die Gefahr, dass die involvierten Unternehmen kein Geld mehr bekommen. Deshalb übernehmen die Herkunftsländer oder staatliche Kreditinstitute mit der ERG einen Teil des finanziellen Risikos dieser Unternehmen.

## Schweiz
In der Schweiz existiert die Möglichkeit einer staatlichen Exportrisikogarantie seit 1934. Heute spielt es dabei keine Rolle mehr, ob es sich beim Kunden um einen Staat oder einen privaten Betrieb handelt. Die Prämie für diese Versicherung richtet sich nach der Höhe des geschätzten Risikos.
Am 1. Januar 2007 wurde die vom Bund verwaltete Exportrisikogarantie (ERG) durch die Schweizerische Exportrisikoversicherung (SERV) abgelöst.